# Bacn
Según las palabras del propio creador del término, bacn son notificaciones que quieres, pero no ahora. Hace referencia a todo correo electrónico, que aun siendo correo solicitado, se recibe de forma masiva o en momentos inoportunos. Se engloban dentro de esta categoría a las notificaciones de respuestas en foros o advertencias de páginas en las que estás subscrito.
Bacn (pronunciado en inglés /beikn/, posibles castellanizaciones beicon, bacón) es una evolución del término spam y fue acuñado por Andy Quayle, Tommy Vallier y Jesse Hambley en el Podcamp Pitssburgh en agosto de 2007.